# Adelobotrys rotundifolia
Adelobotrys rotundifolia är en tvåhjärtbladig växtart som beskrevs av José Jéronimo Triana. Adelobotrys rotundifolia ingår i släktet Adelobotrys och familjen Melastomataceae. Inga underarter finns listade i Catalogue of Life.